# 帕特維茨湖

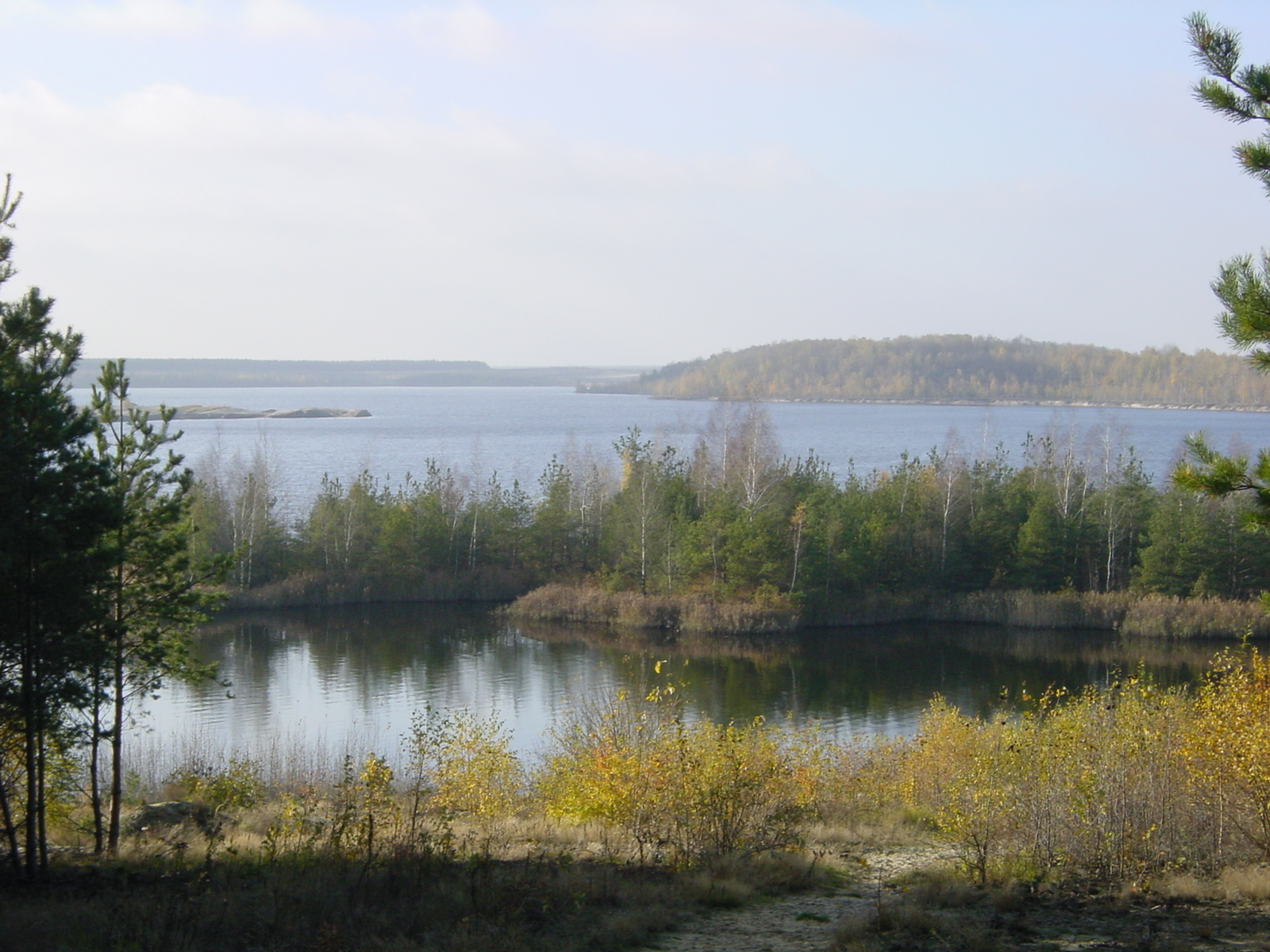
帕特維茨湖

51°31′28″N 14°8′34″E / 51.52444°N 14.14278°E
帕特維茨湖（德語：Partwitzer See），是德國東部的人工湖泊，位於薩克森州。原為露天開採的礦坑，面積11平方公里，海拔高度101米，最大水深41米，水體容量1.34億立方米。